# Verwaltungsgliederung Bulgariens

Verwaltungsgliederung Bulgariens nach Oblaste (Bezirken)

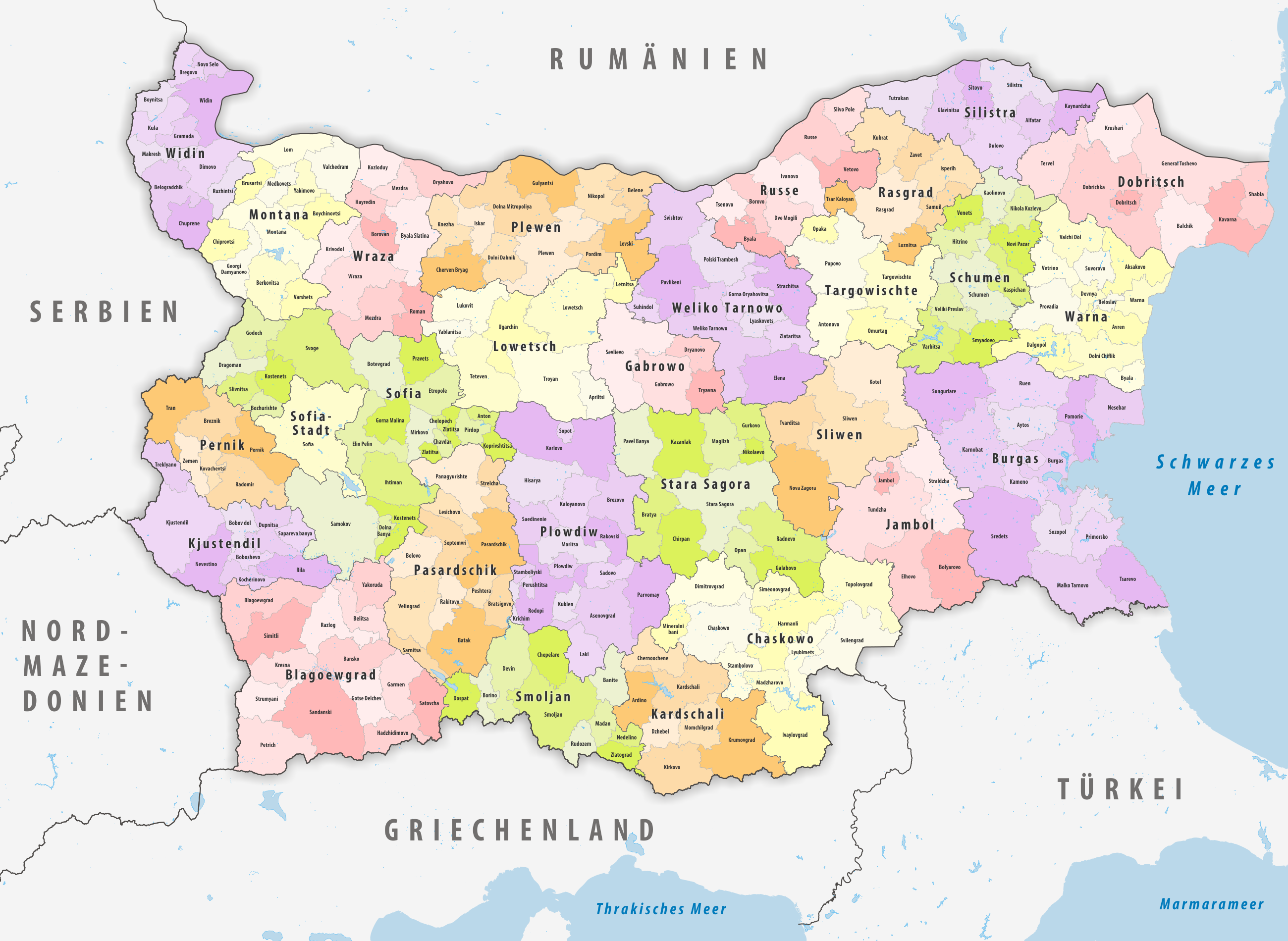
Gemeinden in Bulgarien 2020

Die Verwaltungsgliederung Bulgariens bezeichnet die in Bulgarien bestehenden vertikalen administrativen Strukturen.
Der bulgarische Zentralstaat besteht seit 1999 aus 28 Verwaltungsbezirken (Oblaste), welche in 265 Gemeinden aufgeteilt sind.
Die landesweiten Wahlkreise sind bis auf Sofia und Plowdiw identisch mit den jeweiligen Oblasten.

## Verwaltungsgliederung
Bulgarien wurde mit dem Dekret Nr. 1 des Jahres 1999 des Präsidenten in folgende Oblaste untergegliedert:
| Lage | Name           | Bulgarischer Name | Einwohner (31. Dezember 2022) | Fläche in km² | Dichte in Ew./km² | Umfasste Gemeinden |
| ---- | -------------- | ----------------- | ----------------------------- | ------------- | ----------------- | --- |
|      | Blagoewgrad    | Благоевградска    | 288.161                       | 6.449         | 45                | - Bansko - Beliza - Blagoewgrad - Chadschidimowo - Goze Deltschew - Garmen - Kresna - Petritsch - Raslog - Sandanski - Satowtscha - Simitli - Strumjani - Jakoruda |
|      | Burgas         | Бургаска          | 378.596                       | 7.753         | 49                | - Ajtos - Burgas - Kameno - Karnobat - Malko Tarnowo - Nessebar - Pomorie - Primorsko - Ruen - Sosopol - Sredez - Singulare - Zarewo |
|      | Chaskowo       | Хасковска         | 207.439                       | 5.543         | 37                | - Charmanli - Chaskowo - Dimitrowgrad - Iwajlowgrad - Ljubimez - Madscharowo - Mineralni Bani - Swilengrad - Stambolowo - Topolowgrad |
|      | Dobritsch      | Добричка          | 147.208                       | 4.723         | 31                | - Dobritsch - Dobritschka - Baltschik - Kawarna - Schabla - General Toschewo - Terwel - Kruschari |
|      | Gabrowo        | Габровска         | 95.957                        | 2.023         | 47                | - Drjanowo - Gabrowo - Sewliewo - Trjawna |
|      | Jambol         | Ямболска          | 107.379                       | 3.336         | 32                | - Jambol - Boljarowo - Elchowo - Tundscha - Straldscha |
|      | Kardschali     | Кърджалийска      | 142.508                       | 3.209         | 44                | - Ardino - Dschebel - Kirkowo - Krumowgrad - Kardschali - Momtschilgrad - Tschernootschene |
|      | Kjustendil     | Кюстендилска      | 108.703                       | 3.085         | 35                | - Bobow dol - Boboschewo - Kotscherinowo - Gemeinde Kjustendil - Newestino - Rila - Saparewa Banja - Dupniza - Trekljano |
|      | Lowetsch       | Ловешка           | 113.356                       | 4.128         | 27                | - Aprilzi - Letniza - Lowetsch - Lukowit - Tetewen - Trojan - Ugartschin - Jablaniza |
|      | Montana        | Монтанска         | 116.172                       | 3.635         | 32                | - Berkowiza - Bojtschinowzi - Brusarzi - Georgie Damjanowo - Waltschedram - Warschez - Lom - Medkowez - Montana - Tschiprowzi - Jakimowo |
|      | Pasardschik    | Пазарджикска      | 226.209                       | 4.459         | 51                | - Batak - Belowo - Brazigowo - Lesitschowo - Pasardschik - Panagjurischte - Peschtera - Rakitowo - Septemwri - Streltscha - Sarniza - Welingrad |
|      | Pernik         | Пернишка          | 111.746                       | 2.390         | 47                | - Bresnik - Semen - Kowatschewzi - Pernik - Radomir - Tran |
|      | Plewen         | Плевенска         | 220.346                       | 4.333         | 51                | - Belene - Dolna Mitropolija - Dolni Dabnik - Guljanzi - Iskar - Knescha - Lewski - Nikopol - Plewen - Pordim - Tscherwen Brjag |
|      | Plowdiw        | Пловдивска        | 631.516                       | 5.973         | 106               | - Assenowgrad - Bresewo - Kalojanowo - Karlowo - Laki - Mariza - Plowdiw (Bei Wahlen bildet die Stadt einen eigenen Wahlkreis innerhalb der Oblast) - Parwomaj - Rakowski - Rodopi - Sadowo - Saedinenie - Hisar - Kritschim - Perustiza - Stambolijski - Kuklen - Sopot |
|      | Rasgrad        | Разградска        | 101.107                       | 2.637         | 38                | - Isperich - Kubrat - Losniza - Rasgrad - Sawet - Samuil - Zar Kalojan |
|      | Russe          | Русенска          | 189.623                       | 2.803         | 68                | - Borowo - Bjala - Dwe Mogili - Iwanowo - Russe - Sliwo Pole - Wetowo - Zenowo |
|      | Schumen        | Шуменска          | 149.628                       | 3.390         | 44                | - Weliki Preslaw - Wenez - Warbiza - Kaolinowo - Kaspitschan - Nikola Koslewo - Nowi Pasar - Smjadowo - Chitrino - Schumen |
|      | Silistra       | Силистренска      | 95.614                        | 2.846         | 34                | - Alfatar - Glawiniza - Dulowo - Kajnardscha - Silistra - Sitowo - Tutrakan |
|      | Sliwen         | Сливенска         | 170.583                       | 3.544         | 48                | - Kotel - Nowa Sagora - Sliwen - Twardiza |
|      | Smoljan        | Смолянска         | 93.354                        | 3.193         | 29                | - Banite - Borino - Dewin - Dospat - Slatograd - Madan - Nedelino - Rudosem - Smoljan - Tschepelare |
|      | Oblast Sofia   | Софийска област   | 227.610                       | 7.059         | 32                | - Anton - Buschurischte - Botewgrad - Dolna Banja - Dragoman - Elin Pelin - Etropole - Godetsch - Gorna Malina - Slatiza - Ichtiman - Kopriwschtiza - Kostenez - Kostinbrod - Mirkowo - Pirdop - Prawez - Samokow - Swoge - Sliwniza - Tschawdar - Tschelopetsch         |
|      | Sofia-Stadt    | София – град      | 1.280.334                     | 1.349         | 949               | Sofia (Bei Wahlen wird die Stadt in drei Wahlkreise unterteilt) |
|      | Stara Sagora   | Старозагорска     | 291.852                       | 5.151         | 57                | - Bratja Daskalowi - Gurkowo - Galabowo - Kasanlak - Maglisch - Nikolaewo - Opan - Pawel Banja - Radnewo - Stara Sagora - Tschirpan |
|      | Targowischte   | Търговищка        | 96.201                        | 2.710         | 35                | - Antonowo - Omurtag - Opaka - Popowo - Targowischte |
|      | Warna          | Варненска         | 430.847                       | 3.820         | 113               | - Warna - Awren - Aksakowo - Beloslaw - Bjala - Wetrino - Waltschi Dol - Dewnja - Dolni Tschiflik - Dalgopol - Prowadija - Suworowo |
|      | Weliko Tarnowo | Великотърновска   | 204.033                       | 4.662         | 44                | - Weliko Tarnowo - Gorna Orjachowiza - Elena - Slatariza - Ljaskowez - Pawlikeni - Polski Trambesch - Swischtow - Straschiza - Suchindol |
|      | Widin          | Видинска          | 72.754                        | 3.033         | 24                | - Belogradtschik - Bojniza - Bregowo - Widin - Gramada - Dimowo - Kula - Makresch - Nowo selo - Ruschinzi - Tschuprene |
|      | Wraza          | Врачанска         | 148.874                       | 3.937         | 38                | - Borowan - Bjala Slatina - Wraza - Kosloduj - Kriwodo - Mesdra - Misija - Orjachowo - Roman - Chajredin |

## Ehemalige Verwaltungsgliederungen
Seit der Wiedergründung Bulgariens war das Land in verschiedene Bezirke mit wechselnden Namen unterteilt.

### Fürstentum Bulgarien (1879–1885)
Mit dem Fürstentum Bulgarien kamen neue Verwaltungseinheiten, die es zuvor (Osmanisches Reich) nicht gegeben hatte.
Am 28. April 1879 wurde die Verfassung von Tarnowo verabschiedet, mit der auch der administrativ-territoriale Aufbau des Fürstentums Bulgarien geregelt wurde. In der Verfassung wurde festgeschrieben, dass sich das Territorium Bulgariens in Okruge (bulgarisch „Okrag“), Okolii und Obschtini (Gemeinden) aufteilt.
Im Folgejahr wurden mit dem Dekret Nr. 317 des Fürsten Alexander I. von Batenberg vom 26. Juni 1880 die in Bulgarien bestehenden 21 Okruge in 58 Okolii gegliedert:
- 1. Okrag Sofia – umfasste 5 Okolii:
  - Okolija Sofia
  - Okolija Slatiza
  - Okolija Samokow
  - Okolija Iskrez (heute in der Gemeinde Swoge)
  - Okolija Nowoselzi (heute Elin Pelin)
- 2. Okrag Orchanie – umfasste 2 Okolii:
  - Okolija Orchanie (heute Botewgrad)
  - Okolija Tetewen
- 3. Okrag Tran – umfasste 3 Okolii:
  - Okolija Zaribrod (heute Dimitrovgrad in Serbien)
  - Okolija Tran
  - Okolija Bresnik
- 4. Okrag Kjustendil – umfasste 4 Okolii:
  - Okolija Kjustendil
  - Okolija Radomir
  - Okolija Dupniza
  - Okolija Iswor (heute in der Gemeinde Bosilegrad in Serbien)
- 5. Okrag Warna – umfasste 3 Okolii:
  - Okolija Warna
  - Okolija Chadschioglu Pazarcık (heute Dobritsch)
  - Okolija Baltschik
- 6. Okrag Prowadija – umfasste 2 Okolii:
  - Okolija Prowadija
  - Okolija Nowo Selo (heute Dalgopol)
- 7. Okrag Schumen – umfasste 3 Okolii:
  - Okolija Schumen
  - Okolija Nowi Pasar
  - Okolija Weliki Preslaw
- 8. Okrag Eski Dschumaja – umfasste 2 Okolii:
  - Okolija Eski Dschumaja (heute Targowischte)
  - Okolija Osman Pasar (heute Omurtag)
- 9. Okrag Rasgrad – umfasste 3 Okolii:
  - Okolija Rasgrad
  - Okolija Goljama Kokardscha (heute in der Gemeinde Isperich)
  - Okolija Popowo
- 10. Okrag Silistra – umfasste 3 Okolii:
  - Okolija Silistra
  - Okolija Chas Kjoj (heute Dobrotiza in der Gemeinde Sitowo)
  - Okolija Basaurt (eine Zusammenfassung mehrerer Dörfer, die bis 1940 bestand, die einzelnen Dörfer waren Malak Basaurt – heute Schitniza, Sreden Basarut – heute Trjanewo, Goljam Basarut – ab 1942 Gorsko und seit 1969 nicht mehr existent, da von den Bewohnern verlassen)
- 11. Okrag Russe – umfasste 4 Okolii:
  - Okolija Russe
  - Okolija Balbunar (heute Kubrat)
  - Okolija Tutrakan
  - Okolija Bjala
- 12. Okrag Tarnowo – umfasste 6 Okolii:
  - Okolija Tarnowo
  - Okolija Elena
  - Okolija Kesarewo (heute in der Gemeinde Straschiza)
  - Okolija Kuzina (heute in der Gemeinde Polski Trambesch)
  - Okolija Suchindol
  - Okolija Trjawna
- 13. Okrag Swischtow – umfasste 1 Okolija:
  - Okolija Swischtow
- 14. Okrag Sewliewo – umfasste 2 Okolii:
  - Okolija Sewliewo
  - Okolija Gabrowo
- 15. Okrag Lowetsch – umfasste 3 Okolii:
  - Okolija Lowetsch
  - Okolija Trojan
  - Okolija Dermanzi (heute in der Gemeinde Lukowit)
- 16. Okrag Plewen – umfasste 2 Okolii:
  - Okolija Plewen
  - Okolija Nikopol
- 17. Okrag Wraza – umfasste 2 Okolii:
  - Okolija Wraza
  - Okolija Kameno Pole (heute Gemeinde Roman)
- 18. Okrag Orechowo – umfasste 2 Okolii:
  - Okolija Orechowo (heute Orjachowo)
  - Okolija Bela Slatiza (heute Bjala Slatiza)
- 19. Okrag Berkowiza – umfasste 2 Okolii:
  - Okolija Berkowiza
  - Okolija Goljama Kutlowiza (heute Montana)
- 20. Okrag Lom – umfasste 1 Okolija:
  - Okolija Lom
- 21. Okrag Widin – umfasste 3 Okolii:
  - Okolija Widin
  - Okolija Kula
  - Okolija Belogradtschik

Im Folgejahr, 1881, wurde die Anzahl der Okrags im Fürstentum Bulgarien auf 14 reduziert und 1884 wurden drei ehemaligen Okruge wieder eingerichtet. In dieser Zeit wechselten außerdem ein paar Dörfer ihre Zugehörigkeit zu den Okrugen.

### Ostrumelien (1879–1885)
In der autonomen Provinz des Osmanischen Reiches war das Land in fünf Departments unterteilt, welche wiederum in 28 Kantone, bzw. Okolii unterteilt waren (siehe Karte).
Diese Departments waren:
1. Plowdiw

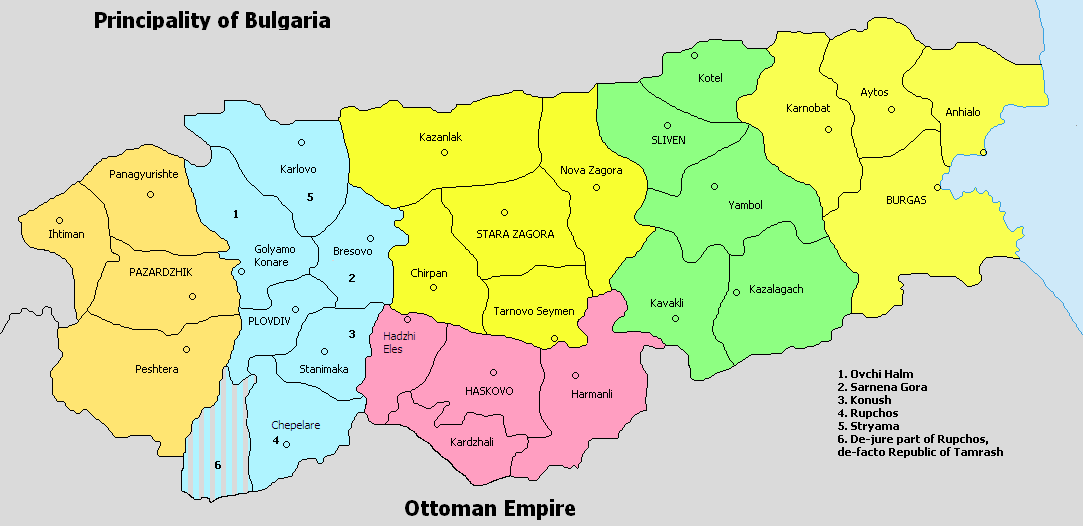
Administrative Unterteilung der Provinz Ostrumelien

2. Tatarpasardschik (heute Pasardschik)
3. Stara Zagora
4. Haskowo
5. Sliwen
6. Burgas

#### Erstes Projekt
Am 14. April 1879 schloss eine speziell für diesen Zweck gebildete europäische Kommission ihre Arbeit ab, die entsprechend § 18 des Berliner Vertrages (abgeschlossen auf dem Berliner Kongress 1878) eine Art Verfassung für Ostrumelien (bulgarisch Органически устав на Източна Румелия Organitscheski ustaw na Istotschna Rumelija) ausarbeiten sollte. Die Mitglieder der Kommission unterzeichneten zum Abschluss ein Grundsatzdokument, das nach der Bestätigung durch den osmanischen Sultan in Kraft trat und den administrativen Aufbau von Ostrumelien prinzipiell regelte. In administrativer Hinsicht wurde Ostrumelien in 6 Departments (окръг okrag, jedoch wird auch Department verwendet; auch die Übersetzung „Kreise“ ist möglich) und 28 Kantone (околия okolija) unterteilt.
Mit dem Gesetz über die administrative Unterteilung vom 29. November 1879, das jedoch nicht von der Hohen Pforte bestätigt wurde, wurden die 6 Okruge von Ostrumelien zusätzlich in 28 Okolii unterteilt:
- Okrag Tatarpasardschik, mit dem Zentrum Tatarpasardschik – umfasste die 5 Okolii:
  - Okolija Ichtiman
  - Okolija Kopriwschtiza
  - Okolija Tatarpasardschik (heute Pasardschik)
  - Okolija Panagjurischte
  - Okolija Peschtera
- Okrag Plowdiw – umfasste die 5 Okolii:
  - Okolija Plowdiw
  - Okolija Owtschechalmska – mit dem Zentrum im Dorf Goljamo Konare (heute Saedinenie)
  - Okolija Strjamska – mit dem Zentrum Karlowo
  - Okolija Sarnenogorska mit dem Zentrum Bresowo
  - Okolija Konuschka – mit dem Zentrum Stanimaka (heute Assenowgrad)
  - Okolija Ruptschoska – mit dem Zentrum Tschepelare
- Okrag Chaskowo – umfasste die 4 Okolii:
  - Okolija Chadschelewska – mit dem Zentrum Chadschi Eles (heute Parwomaj)
  - Okolija Kardschali
  - Okolija Chaskowo
  - Okolija Charmanli
- Okrag Stara Sagora – umfasste die 4 Okolii:
  - Okolija Stara Sagora
  - Okolija Tschirpan
  - Okolija Kasanlak
  - Okolija Nowa Sagora
- Okrag Sliwen – umfasste die 5 Okolii:
  - Okolija Kawaklijska – mit dem Zentrum Kawaklii (heute Topolowgrad)
  - Okolija Sliwen
  - Okolija Kotel
  - Okolija Jambol
  - Okolija Kasalagaschka – mit dem Zentrum Kasal Agatsch (heute Elchowo)
- Okrag Burgas – umfasste die 4 Okolii:
  - Okolija Burgas
  - Okolija Karnobat
  - Okolija Ajtos
  - Okolija Achiolo – mit dem Zentrum Achiolo (heute Pomorie)

#### Zweites Projekt
Am 6. November 1880 wurde von der Gebietsversammlung (bulgarisch Областно събрание Oblastno sabranije) ein anderes Gesetz verabschiedet. Es unterschied sich vom vorhergehenden Gesetz darin, dass die Okolija Kopriwschtiza im Department Tatarpasardschik nicht mehr vorgesehen war, dafür aber im Department Stara Sagora die Okolija Sejmen – mit dem Zentrum Sejmen (heute Simeonowgrad). Auch wurden einige Dörfer in ihrer administrativen Zuordnung von einer Okolija zur anderen verschoben. Das neue Gesetz wurde ebenfalls nicht von der Hohen Pforte bestätigt, trotzdem wurde es von der Gebietsversammlung angewendet.

### Okruge (1885–1901)

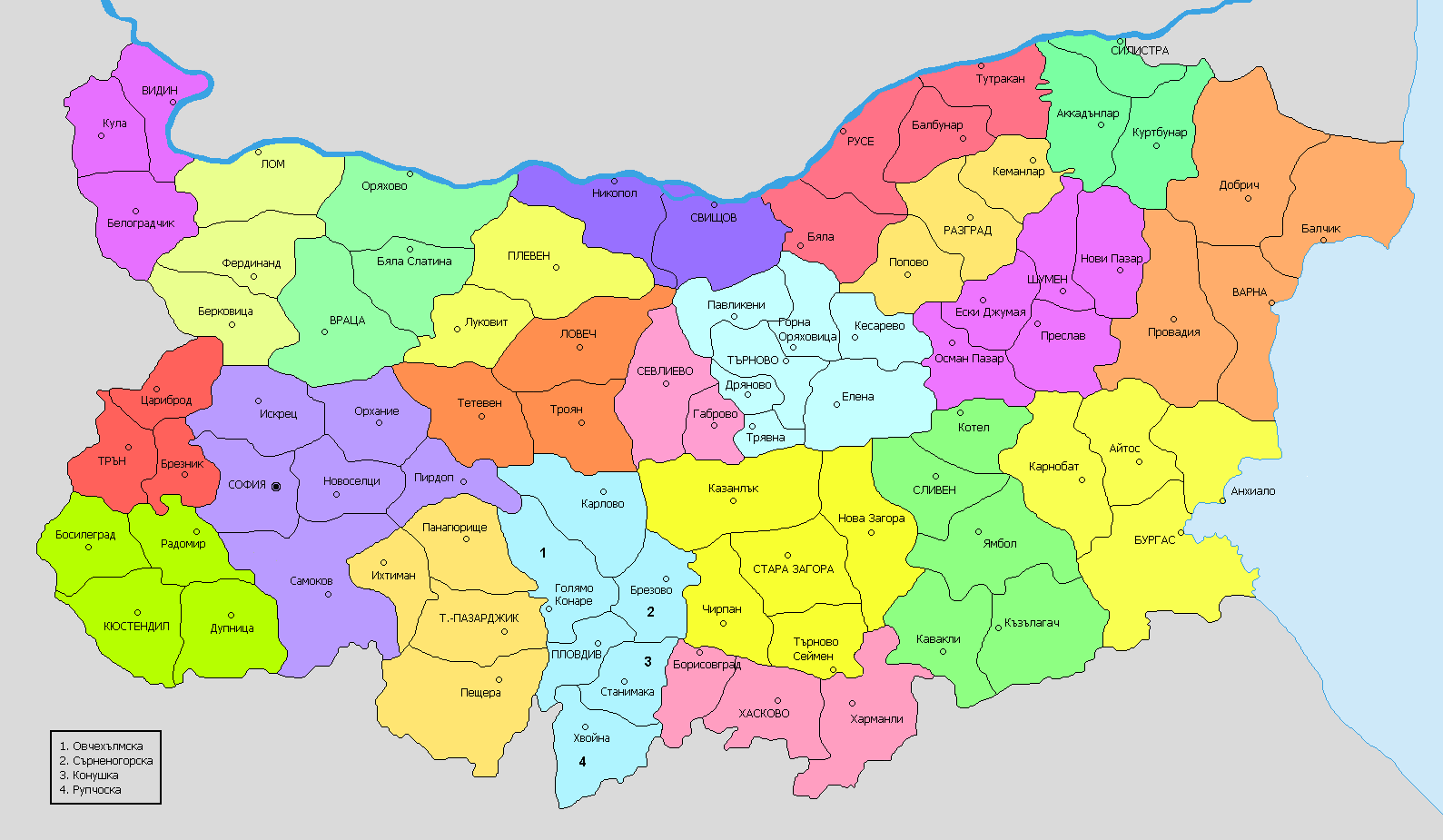
Verwaltungsgliederung im vereinten Fürstentum Bulgarien bis ca. 1901

Nachdem sich Bulgarien und Ostrumelien vereinigten, bestand das System aus Okruge weiter, nur mit der Einschließung Ostrumeliens, wie die Karte zeigt. Es gab jedoch kleinere Änderung, die hauptsächlich einzelne Dörfer betrafen.
Neu hinzugekommen war, dass die Räte der Okruge von den Bewohnern des jeweiligen Gebietes gewählt werden konnten. Die so demokratisch gewählten Vertreter hatten eine dreijährige Amtszeit.
Folgende Verwaltungsbezirke (Okruge) waren vorhanden:
1. Sofia
2. Tran
3. Kjustendil
4. Tatarpasardschik
5. Plowdiw
6. Chaskowo
7. Stara Sagora
8. Sliwen
9. Burgas
10. Warna
11. Schumen
12. Rasgrad
13. Silistra
14. Russe
15. Tarnowo
16. Swischtow
17. Sewliewo
18. Lowetsch
19. Plewen
20. Wratza
21. Orechowo
22. Lom
23. Widin

### Neufassung Okruge (1901–1919)

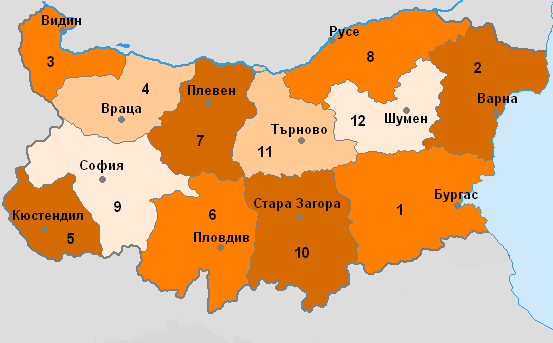
Verwaltungsgliederung ab ca. 1901

Ab 1901 wurden die Okruge neu eingeteilt. Bulgarien bestand damals aus 12 relativ großen Okrugen.
Damalige Verwaltungsgliederung:
1. Burgas
2. Warna
3. Widin
4. Wratza
5. Kjustendil
6. Plowdiw
7. Plewen
8. Russe
9. Sofia
10. Stara Zagora
11. Tarnowo
12. Schumen

#### Erster Weltkrieg

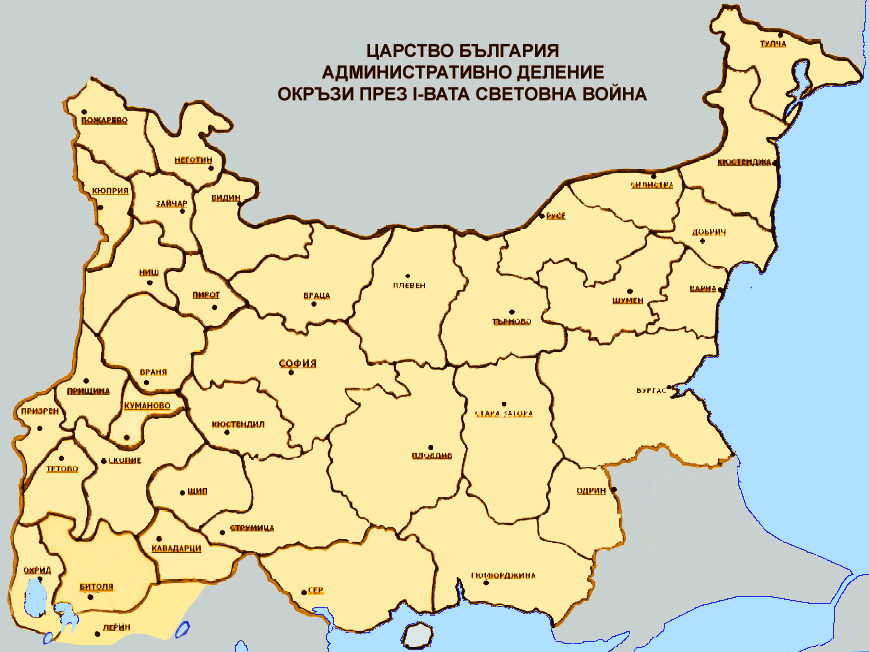
Verwaltungsgliederung Bulgariens im Ersten Weltkrieg

Im Ersten Weltkrieg wurde das Land in neue Okruge unterteilt, welche auch die neu eroberten Gebiete mitumfassten. So bestanden die „alten“ weiterhin bzw. wurden vergrößert und es bildeten sich neue.

### Zwischen den Weltkriegen

#### Okruge
Nach dem Ersten Weltkrieg bestanden die alten 12 Okruge weiter. Es wurden jedoch drei neue gebildet, womit die Zahl auf 15 anstieg. 1922 wurden es mit Chaskowo 16.

#### Oblaste

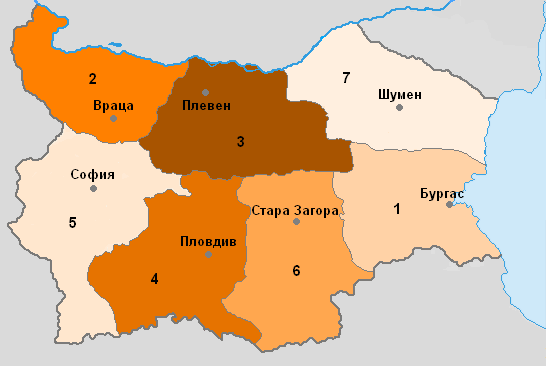
Verwaltungsgliederung 1934–1941

1934 wurde das Zarenreich in 7 Oblaste unterteilt.
Diese Oblaste waren:
1. Burgas
2. Wraza
3. Plewen
4. Plowdiw
5. Sofia
6. Stara Sagora
7. Schumen

### Zweiter Weltkrieg

Verwaltungsgliederung im Zweiten Weltkrieg

1941 trat Bulgarien in den Zweiten Weltkrieg an Seite der Achsenmächte ein. Damit änderte sich auch die Verwaltungsgliederung rasch, da neue Gebiete und damit auch neue Oblaste hinzukamen (siehe Karte). Diese waren im heutigen Nordmazedonien (in der Karte grün) bzw. in Griechenland (in der Karte lila).
Im selben Jahr entstand die Oblast Russe. 1944 wurde auch in Blagoewgrad eine neue Oblast gegründet.

### Zwischenphase
1945 wurde der Hauptort der Oblast Schumen nach Warna verlegt, woraufhin die ganze Oblast so genannt wurde: Oblast Warna.

### Volksrepublik Bulgarien

#### Okolii (1947–1949)

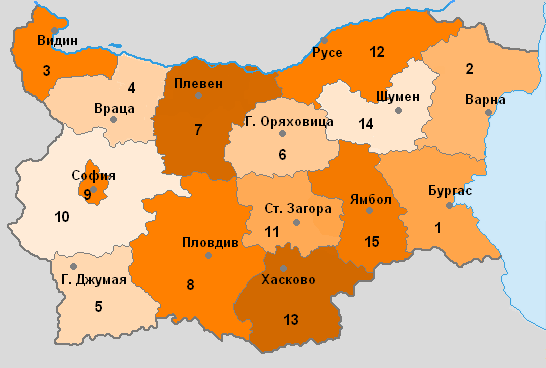
Verwaltungsgliederung 1949–1959

Für ein paar Jahre wurde die neugegründete Volksrepublik Bulgarien wieder in Okolii aufgeteilt. Insgesamt waren es 102. Weitere Verwaltungsformen- und ebenen gab es in diesem Zeitraum nicht.

#### Okruge (1949–1959)
1949 wurde Bulgarien wieder in Okruge neu aufgeteilt. Zum ersten Mal stellte Sofia als Region und Stadt zwei Bezirke dar. Zwei Jahre später wurden die Bezirke Widin und Jambol wieder abgeschafft.
Die ursprünglichen 15 Okruge waren:
1. Burgas
2. Warna
3. Widin
4. Wraza
5. Gorna Dschumaja (heute Blagoewgrad)
6. Gorna Orjachowiza
7. Plewen
8. Plowdiw
9. Sofia (Stadtkreis)
10. Sofia (Region)
11. Stara Sagora
12. Russe
13. Chaskowo
14. Schumen
15. Jambol

#### Okruge (1959–1987)

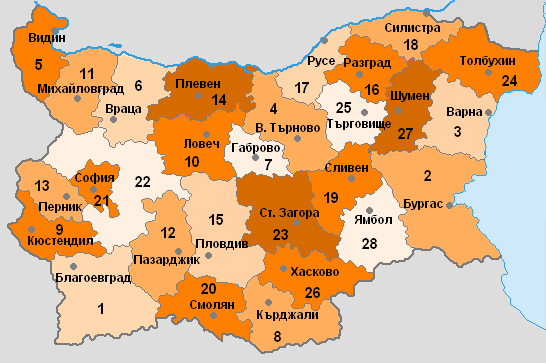
Verwaltungsgliederung 1959–1987

Das Land wurde 1959 neu in Okruge und Gemeinden aufgeteilt. Die Okolii wurden damit endgültig als staatliche Verwaltungseinheit abgeschafft. Das administrative System bestand damit aus zwei Stufen.
1. Blagoewgrad
2. Burgas
3. Warna
4. Weliko Tarnowo
5. Widin
6. Wraza
7. Gabrowo
8. Kardschali
9. Kjustendil
10. Lowetsch
11. Michailowgrad (heute Montana)
12. Pasardschik
13. Pernik
14. Plewen
15. Plowdiw
16. Rasgrad
17. Russe
18. Silistra
19. Sliwen
20. Smoljan
21. Sofia (Stadtkreis)
22. Sofia (Region)
23. Stara Sagora
24. Tolbuchin (heute Dobritsch)
25. Targowischte
26. Chaskowo
27. Schumen
28. Jambol

### Demokratisierung und Oblaste
Während der Demokratisierung des Landes bestanden ab 1987 bis 1998 wieder Oblaste in Bulgarien, die jedoch deutlich größer als die jetzigen waren.

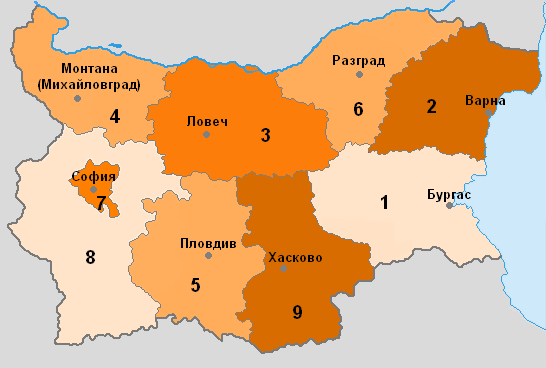
Verwaltungsgliederung 1987–1998

So waren je drei bis vier Okruge zu Oblasten als übergeordnete Verwaltungseinheit zusammengefasst worden:
1. Burgas
2. Warna
3. Lowetsch
4. Michailowgrad (ab 1993 Montana)
5. Plowdiw
6. Rasgrad
7. Sofia (Stadt)
8. Sofia (Region)
9. Chaskowo